# Tom Reuter
Tom Reuter (ur. 6 stycznia 1990) – luksemburski lekkoatleta specjalizujący się w rzucie oszczepem. 
W 2017 oraz 2019 zdobywał srebrny medal igrzysk małych państw Europy. Brązowy medalista igrzysk frankofońskich z 2017 roku. 
Złoty medalista mistrzostw Luksemburga i reprezentant kraju w drużynowych mistrzostwach Europy oraz pucharze Europy w rzutach.
Rekord życiowy: 72,90 (30 maja 2019 Bar).

## Osiągnięcia
| Rok  | Impreza                                | Miejsce     | Lokata      | Wynik |
| ---- | -------------------------------------- | ----------- | ----------- | ----- |
| 2014 | III liga drużynowych mistrzostw Europy | Tbilisi     | 7. miejsce  | 58,97 |
| 2017 | Igrzyska małych państw Europy          | Serravalle  | 2. miejsce  | 71,89 |
| 2017 | III liga drużynowych mistrzostw Europy | Marsa       | 1. miejsce  | 70,29 |
| 2017 | Igrzyska frankofońskie                 | Abidżan     | 3. miejsce  | 64,40 |
| 2018 | Puchar Europy w rzutach                | Leiria      | 6. miejsce  | 67,04 |
| 2019 | Igrzyska małych państw Europy          | Bar / Budva | 2. miejsce  | 72,90 |
| 2019 | II liga drużynowych mistrzostw Europy  | Varaždin    | 10. miejsce | 61,01 |